# 我的A級秘密 (電影)
《我的A級秘密》（英語：Can You Keep a Secret?）是一部於2019年上映的美國獨立浪漫喜劇電影，改編自蘇菲·金索拉創作的同名小說。由艾莉絲·杜蘭（Elise Duran）執導，亞歷珊卓·達迪莉奧及泰勒·霍奇林主演。
《我的A級祕密》於2019年9月13日在戲院以及線上串流平台同步發行。

## 劇情
艾瑪在一間紐約的食品公司熊貓(Panda)擔任初級行銷助理。一次前往芝加哥的出差回程途中，好心的空姐將艾瑪升級至商務艙，但是遭遇亂流，情急之下，艾瑪將她的一些小秘密都跟隔壁座的一位男子說。驚魂未定的艾瑪以為她不會再見到這名陌生男子。豈料回公司上班後，竟發現那名陌生男子就是熊貓公司的創辦人——傑克。

## 演员
- 亞歷珊卓·達迪莉奧 飾演 艾瑪·柯瑞根（Emma Corrigan）
- 泰勒·霍奇林 飾演 飾演 傑克·哈波（Jack Harper）
- 賈達·弗雷德蘭德（英语：Judah Friedlander） 飾演 米克（Mick）
- 拉維恩·考克斯 飾演 西碧兒（Cybill）
- 姬米可·葛倫 飾演 傑瑪（Gemma）
- 桑妮塔·馬尼（英语：Sunita Mani） 飾演 莉西（Lissy）
- 大衛·艾伯特（David Ebert） 飾演 康納（Connor）
- 羅伯特·金（Robert King） 飾演 凱西（Casey）

## 發行
該片2019年9月13日在美國上映。

## 外部連結
- 互联网电影数据库（IMDb）上《我的A級秘密》的资料（英文）